# Uroxys metagorgon
Uroxys metagorgon là một loài bọ cánh cứng trong họ Bọ hung (Scarabaeidae).